# Youngina
Youngina är ett släkte reptiler som levde under slutet av perm. Fossil från Youngina har påträffats i Sydafrika.
Namnet Youngina skapades av Robert Broom och omfattade ursprungligen även andra släkten som Youngoides och Youngopsis som då troddes vara nära släkt med Youngina. Släktet troddes först vara en förfader till ödlorna, men betraktas idag som en sidogren av neodiapsiderna.
Youngina hade en lång, smal kropp med smala ben och långa klor på sina fingrar, lång smal svans och ett smalt huvud. Den liknade många moderna grävande ödlor idag. Fossil av unga exemplar har påträffats i en jordhög, där de verkar sökt skydd. Ett ovanligt drag var att Youngina hade tänder inte bara längs käkarna utan även i gommen. Förmodligen jagade den larver, maskar och insekter. Youngina blev upp till 50 centimeter lång.
Den enda kända arten är Youngina capensis.